# 四溴化硅
四溴化硅，又稱溴化硅，一種無機化合物。無色發煙液體，具強烈刺激性。暴露在空氣中變黃。

## 性質
在空气中很容易水解，生成二氧化硅和溴化氢。生成的溴化氢溶在空气中的水里形成酸雾，使得四溴化硅具有“发烟”现象。
SiBr4  +  2 H2O   →   SiO2  +  4 HBr
會與醇或胺反應：
SiBr4  +  4 ROH   →   Si(OR)4  +  4 HBr
SiBr4  +  8 HNR2   →   Si(NR2)4  +  4 HNR2·HBr
两种不同的卤化硅混合后加热到合适的温度，可以生成多种复合卤化硅。
2 SiBr4 + 2 SiCl4  →   SiBr3Cl + 2 SiBr2Cl2 + SiBrCl3
Si2Cl6  +  Si2Br6   →   Si2ClnBr6-n

### 和其他四鹵化硅比較
四鹵化硅的性質會顯著地受當中的卤素影響，其影響亦會在混合的鹵化物中出現。
四鹵化硅的熔點、沸點和鍵長會隨著其中卤素的原子量增大而升高或变长，但鍵能则随着其中卤素原子量的增大而降低。
|                | SiF4  | SiCl4 | SiBr4 | SiI4  |
| -------------- | ----- | ----- | ----- | ----- |
| 卤素的原子量   | 19    | 35    | 80    | 127   |
| 沸點（℃）      | -90.3 | 56.8  | 155.0 | 290.0 |
| 熔點（℃）      | -95.0 | -68.8 | 5.0   | 155.0 |
| 鍵長（Å）      | 1.55  | 2.02  | 2.20  | 2.43  |
| 鍵能（kJ/mol） | 582   | 391   | 310   | 234   |

## 製備
硅和溴蒸气在600℃以上进行反應，可生成四溴化硅。
Si + 2Br2   →   SiBr4
硅和溴化氢反应可以生成60%-70%的SiHBr3，同时生成四溴化硅和SiH2Br2。
Si + 3 HBr  →   SiHBr3 + H2
Si + 4 HBr  →   SiBr4  + 2H2
Si + 2 HBr  →   SiH2Br2

## 用途
- 合成有機矽化合物。[1]
- 四溴化硅可用于化学气相沉积法中，形成硅的涂层，涂层的形成速度要快于四氯化硅。[7]
- 四溴化硅的蒸汽可与氨气发生反应，生成氮化硅晶体，用于生產切削工具。[7]

## 外部連結
- Jmol 三維四溴化硅結構模型（页面存档备份，存于）